# Agrostis korczaginii
Agrostis korczaginii é uma espécie de gramínea do gênero Agrostis, pertencente à família Poaceae.